# David Lappartient

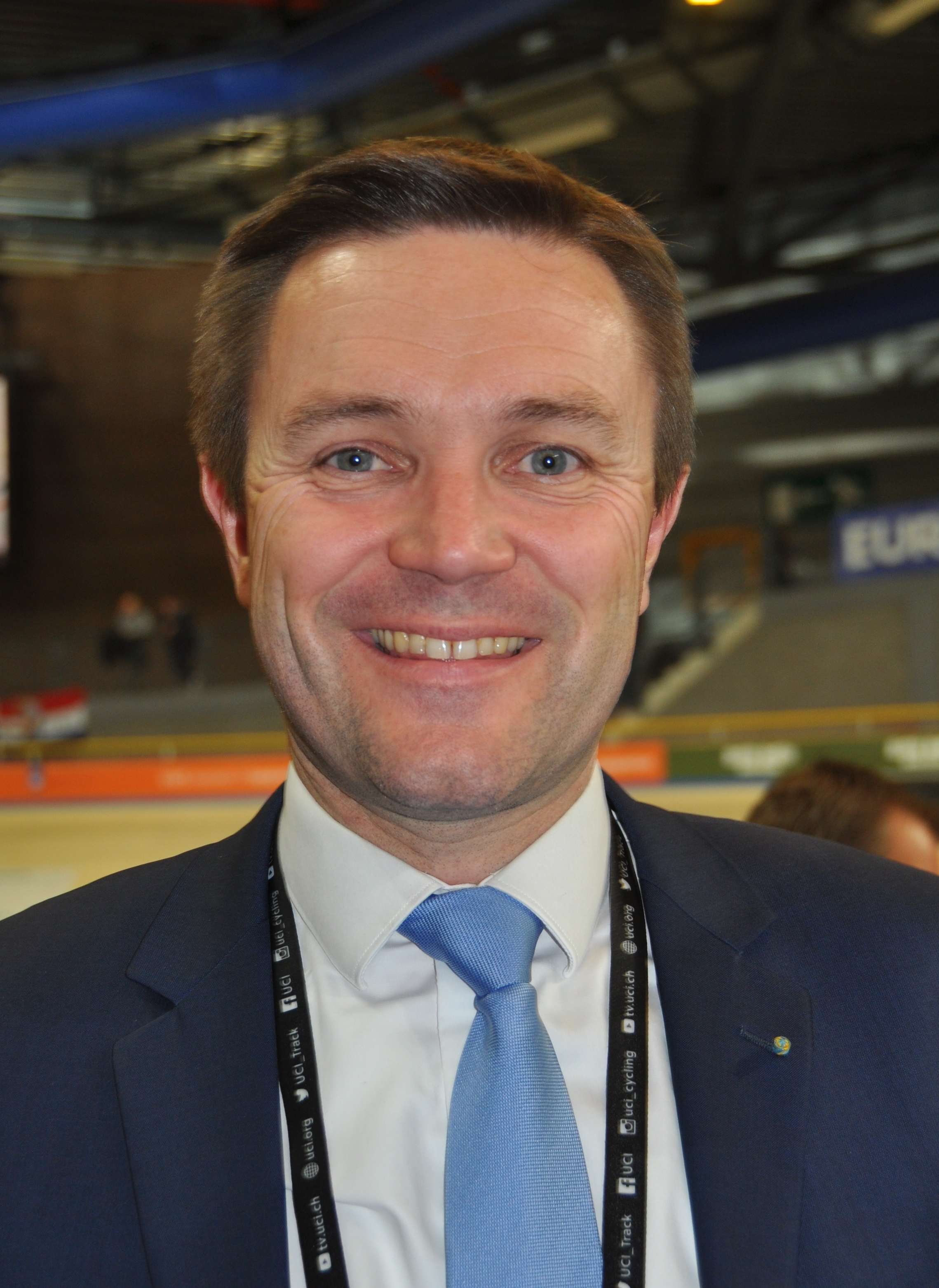
David Lappartient (2018)

David Lappartient (* 31. Mai 1973 in Pontivy, Morbihan) ist ein französischer Politiker und Radsportfunktionär. Seit 2008 ist er Bürgermeister der bretonischen Gemeinde Sarzeau und hat weitere regionalpolitische Ämter inne. Er gehört der Partei Les Républicains an.
Von 2009 bis 2017 war er Präsident des französischen Radsportverbandes FFC, von 2013 bis 2017 Präsident des europäischen Verbandes UEC sowie Vizepräsident des Weltradsportverbandes UCI. Im September 2017 wurde er zum Präsidenten der UCI gewählt. Im Februar 2022 wurde er Mitglied des IOC.

## Biographie

### Ausbildung und Beruf
David Lappartient hat einen Abschluss der École spéciale des travaux publics, du bâtiment et de l’industrie (ESTP) in Paris und ist Ingenieur für öffentliche Arbeiten. Von 1998 bis 2007 war er als Vermessungsingenieur tätig und begründete das Cabinet Géo Bretagne Sud.

### Politisches Engagement
2008 wurde Lappartient zum Bürgermeister von Sarzeau und 2011 zum Präsidenten des Gemeindeverbandes Communauté de communes de la Presqu’île de Rhuys gewählt. Im Februar 2012 wurde er zudem Präsident des Syndicat intercommunal d’aménagement du golfe du Morbihan (SIAGM), das die Entwicklung des Parc naturel régional du Golfe du Morbihan betreut.
Nach seiner Wiederwahl zum Bürgermeister von Sarzau im Jahr 2014 wurde er zum Präsidenten der Communauté de communes de la Presqu’île de Rhuys gewählt. Im Januar 2015 wurde er erster Präsident des Parc naturel régional du Golfe du Morbihan. Im März 2015 wurde er zum Präsidenten des neugebildeten Kanton Séné gewählt.

### Funktionen im Radsport
Von 1997 bis war David Lappartient Präsident des Radsportvereins Vélo Sport de Rhuys und ab 1997 zudem Mitglied im Beirat des französischen Verbandes FFC. Er ist Präsident des Organisationskomitees des Grand Prix de Plumelec-Morbihan. Darüber hinaus war er Schatzmeister und später Vize-Präsident des Verbandes. 2005 wurde er Ausschussvorsitzender bei der UCI. 2009 wurde er zum Präsidenten der FFC gewählt und 2013 wiedergewählt. Im März 2017 gab er das Präsidentenamt des nationalen Verbandes auf; sein Nachfolger wurde Michel Callot.
Im März 2013 wurde Lappartient zum Präsidenten des europäischen Verbandes UEC gewählt, als er die Abstimmung gegen den früheren moldawischen Radrennfahrer und Präsidenten des dortigen Verbandes Andreï Tchmil für sich entschied. Im selben Jahr wurde er Vize-Präsident der UCI sowie Präsident des Professional Cycling Council innerhalb der UCI.
Im Juni 2017 gab David Lappartient bekannt, dass er bei der im September anberaumten Neuwahl des UCI-Präsidenten gegen den bisherigen Amtsinhaber, den Briten Brian Cookson, antreten werde. Im September 2017 wurde Lappartient zum neuen Präsidenten der UCI gewählt. Sein Interimsnachfolger bei der UEC wurde der ehemalige Schweizer Rennfahrer Rocco Cattaneo.
Kurz nach seiner Wahl zum UCI-Präsidenten kündigte Lappartient an, die 2012 ins WM-Programm aufgenommenen  Mannschaftszeitfahren bei UCI-Straßen-Weltmeisterschaften ab 2020 wieder abzuschaffen. Dies entspreche den Forderungen aus den Teams, von denen nur wenige an Weltmeisterschaften teilgenommen hätten.
Im Februar 2022 wurde Lappartient als neues Mitglied in das IOC gewählt. Seine dortige Amtszeit beträgt acht Jahre, es sei denn, er verliert seine UCI-Präsidentschaft. Im September 2024 wurde seine Kandidatur für die Nachfolge von IOC-Präsident Thomas Bach bekanntgegeben.